# Marita Sandig
Marita Sandig (Lichtenstein/Sa., 4 april 1958) is een Duits roeister.
Sandig werd in 1977 wereldkampioen in de acht een jaar later werd Sandig wereldkampioen in de vier-met. Tijdens de Olympische Zomerspelen 1980 in Moskou won Sandig met de Oost-Duitse acht de gouden medaille. In 1982 en 1983 werd Sandig samen met Silvia Fröhlich wereldkampioene in de twee-zonder. Sandig haar vaderland de Duitse Democratische Republiek boycotte de Olympische Zomerspelen 1984 in het Amerikaanse Los Angeles.

## Resultaten

### Olympische Zomerspelen
| Jaar | Plaats | Resultaten |
| ---- | ------ | ---------- |
| 1980 | Moskou | in de acht |

### Wereldkampioenschappen roeien
| Jaar | Plaats    | Resultaten        |
| ---- | --------- | ----------------- |
| 1977 | Amsterdam | in de acht        |
| 1978 | Cambridge | in de vier-met    |
| 1979 | Bled      | in de vier-met    |
| 1981 | München   | in de vier-met    |
| 1982 | Luzern    | in de twee-zonder |
| 1983 | Duisburg  | in de twee-zonder |

1976: Goretzki & Knetsch & Richter & Ahrenholz & Kallies & Ebert & Lehmann & Müller & Wilke ·
1980: Boesler & Neisser & Köpke & Schütz & Kühn & Richter & Sandig & Metze & Wilke ·
1984: O'Steen & Metcalf & Bower & Graves & Flanagan & Norelius & Thorsness & Keeler & Beard ·
1988: Strauch & Zeidler & Haacker & Wild & Kluge & Schröer & Balthasar & Stange & Neunast ·
1992: Barnes & Taylor & Delehanty & Crawford & McBean & Worthington & Monroe & Heddle & Thompson ·
1996: Tănase & Cochelea & Gafencu & Spîrcu & Olteanu & Lipă & Popescu & Ignat & Georgescu ·
2000: Damian & Susanu & Olteanu & Cochelea & Dumitrache & Lipă & Gafencu & Ignat & Georgescu ·
2004: Florea & Susanu & Bărăscu & Papuc & Gafencu & Lipă & Damian & Ignat & Georgescu ·
2008: Cafaro & Cummins & Davies & Francia & Goodale & Lind & Logan & Shoop & Whipple ·
2012: Cafaro & Francia & Lofgren & Ritzel, Musnicki & Logan & Lind, Davies & Whipple ·
2016: Elmore & Gobbo & Logan & Musnicki, Polk & Regan & Schmetterling & Simmonds & Snyder ·
2020: Roman & Gruchalla-Wesierski & Roper & Proske & Grainger & Mailey & Payne & Wasteneys & Kit ·
2024: Rusu & Anghel & Bodnar & Lehaci & Adam & Bereș & Vrînceanu & Radiș & Petreanu